# The Fool's Revenge
The Fool's Revenge è un film muto del 1916 diretto da Will S. Davis che ne firmò anche la sceneggiatura tratta da The Fool's Revenge, un lavoro teatrale di Tom Taylor, andato in scena a Broadway il 28 marzo 1864, ripreso in seguito l'11 dicembre 1905 al New Amsterdam Theatre.

## Trama
La gelosia ottenebra la mente di Anson: quando scopre che la moglie lo tradisce, la uccide. Rimasto solo con la figlia Ethel, passa ora il suo tempo a pianificare la vendetta anche contro Randall, l'amante della moglie. L'occasione gli si presenta quando viene a sapere che il miglior amico di Randall sta cercando di sedurgli la moglie. Anson non ci mette molto a decidere di agevolare i piani del seduttore ma, ahimè, non sa che questi è interessato anche a sua figlia Ethel e che l'uomo, senza scrupoli, non ha esitato a rapire la ragazza per piegarla ai suoi voleri. Quando sente del rapimento, Anson deduce che la donna non può essere altri che la signora Randall. Quale miglior vendetta, allora, se non quella di far trovare al proprio nemico la moglie tra le braccia di un altro? Anson fa in modo di riunire nello stesso cottage i tre protagonisti della sua vendetta. Ma il piano gli si ritorce contro: la donna rapita non è altri che sua figlia Ethel che ora lui ha rovinato, denunciando pubblicamente il suo disonore.

## Produzione
Il film fu prodotto dalla Fox Film Corporation.

## Distribuzione
Distribuito dalla Fox Film Corporation, il film uscì nelle sale cinematografiche USA l 13 febbraio 1916.